# 迪米特里厄斯·卡利普
迪米特里厄斯·卡利普（英語：Demetrius Calip，1969年11月18日—2023年2月5日），美国NBA联盟前职业篮球运动员。